# Atlantic Championship
Die Atlantic Championship ist eine nordamerikanische Nachwuchsrennserie im Monoposto-Bereich. In der Karriereleiter junger Piloten folgte sie früher zumeist auf Engagements in der Star Mazda Series, den diversen F2000-Meisterschaften oder der Formel BMW und hatte einen ähnlichen Stellenwert wie ihre Konkurrenzserie Indy Lights.

## Überblick
Die Atlantic-Serie trug ihre Rennen nach der Rennformel Atlantic und in den vergangenen Jahren ausschließlich auf Straßen- und Stadtkursen aus. Sie unterschied sich damit von vielen anderen amerikanischen Automobilrennserien, die auch Ovale besuchen. Hinsichtlich der Vorbereitung auf einen möglichen Einstieg in die IndyCar Series, Amerikas höchste Monopostoklasse, wurde dies vermehrt als Nachteil aufgefasst.

## Geschichte

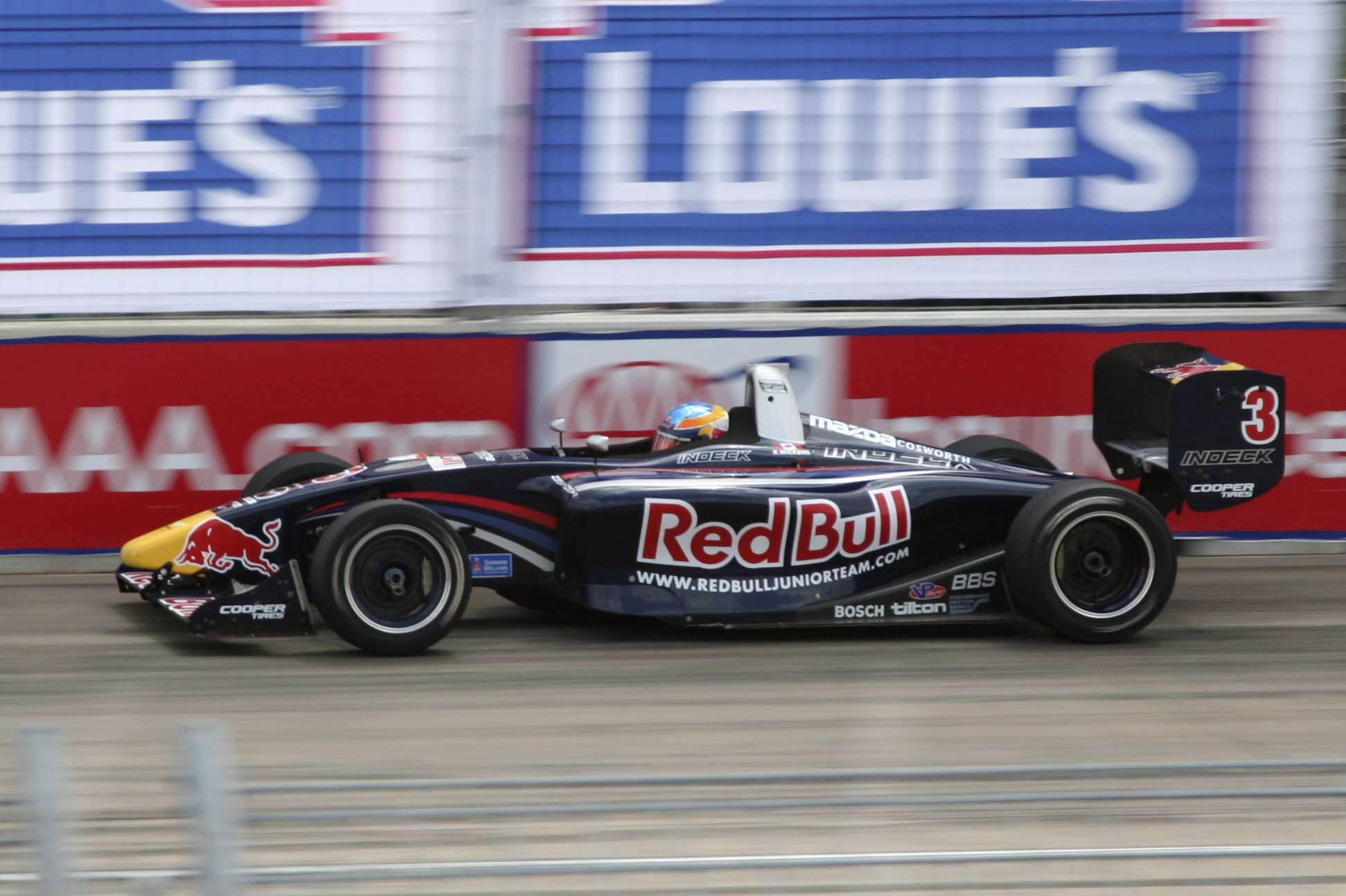
Robert Wickens im Swift-016.a-Boliden (Houston 2007)

Das erste Rennen der Atlantic-Meisterschaft fand am 26. Mai 1974 auf dem Westwood Circuit in Kanada statt. In der Folgezeit konnte sie sich als Top-Nachwuchsserie für die IndyCar World Series etablieren, wobei im Jahr 1976 und von 1985 bis 1990 zwei parallel ausgetragene Serien existierten. Bis einschließlich 2007 fuhr die 1991 wiedervereinigte Serie im Rahmenprogramm der Champ Car World Series und galt, im Vergleich zum IndyCar-Series-Konkurrenten Indy Pro Series, als die bessere Nachwuchsserie. Diese Einschätzung änderte sich seit dem Ende der Champ-Car-Serie jedoch zugunsten des inzwischen in „Indy Lights“ umbenannten Rivalen, da die Atlantic-Serie nun unter verschiedenen Hauptserien wie American Le Mans Series oder Grand-Am Sports Car Series anzutreten hatte, während die von der IRL veranstaltete Meisterschaft ihre Rennen durchgehend im Rahmenprogramm der IndyCar Series austragen kann.

### Frauen in der Serie
In ihrer über 30-jährigen Geschichte sorgten bereits mehrere Rennfahrerinnen für Aufsehen. Die erste von ihnen war Danica Patrick, welche in der Saison 2004 eine Pole-Position, drei Podiumsplätze und den dritten Gesamtrang erzielen konnte. Die erste Frau mit einem Laufsieg war Katherine Legge, die 2005 das Rennen in Long Beach gewinnen konnte. Mit weiteren zwei Siegen wurde sie am Ende ebenfalls Meisterschaftsdritte. Die Schweizerin Simona de Silvestro überbot die Bestmarke an siegreichen Läufen mit einem Erfolg 2008 und dreien 2009, musste sich am Ende der letzten Saison aber ebenfalls mit Platz drei begnügen.

## Fahrzeug
Es wurden zuletzt Formel-Atlantic-Fahrzeuge von Swift Engineering verwendet, die mit einem 300-PS-Mazda-Cosworth-Motor ausgestattet und mit Cooper-Tires-Reifen bestückt waren.

### Daten
| Kenngröße              | Daten |
| ---------------------- | --- |
| Foto:                  | Swift 016.a von Raphael Matos 2007 |
| Länge:                 | 177.14 Zoll |
| Höhe:                  | 37,83 Zoll (ohne Kamera) |
| Radstand:              | 109 Zoll |
| Spurweite vorn:        | 66 Zoll |
| Spurweite hinten:      | 61,37 Zoll |
| Bauweise:              | Monocoque in Sandwichbauweise: Wabenkern mit Deckschichten aus mit Epoxidharz vorgetränkten Kohlenstofffasergeweben (KFK) Fahrzeugteile aus GFK |
| Gewicht:               | 573,8 kg |
| Achsaufhängung:        | Stahl-Querlenker mit DSSV-Dämpfer von Dynamic Suspensions                                                                                       |
| Bremsen:               | Performance-Friction-Bremsscheiben sowie Bremssättel mit vier Kolben                                                                            |
| Getriebe:              | sequenziell, Swift/Hewland SG-4 |
| Gänge:                 | fünf Vorwärts-, ein Rückwärtsgang |
| Motor:                 | Mazda Cosworth YDX 2.3L DOHC inline 4 |
| Leistung:              | 300 PS |
| Radgröße:              | vorn: 15 × 10 Zoll hinten: 15 × 14 Zoll |
| Höchstgeschwindigkeit: | über 175 mph |

## Sieger der Atlantic-Meisterschaft
| Jahr                                             | Meister                   | Team                      | Chassis                   |                           |
| Player’s Challenge Series                        | Player’s Challenge Series | Player’s Challenge Series | Player’s Challenge Series | Player’s Challenge Series |
| ------------------------------------------------ | ------------------------- | ------------------------- | ------------------------- | ------------------------- |
| 1974                                             | Bill Brack                |                           | Lotus 59/69               |                           |
| 1975                                             | Bill Brack                | Scott Racing              | Chevron B29               |                           |
| CASC Player’s Challenge Series                   |                           |                           |                           |                           |
| 1976                                             | Gilles Villeneuve         | Ecurie Canada             | March 76B                 |                           |
| IMSA Formula Atlantic Championship               |                           |                           |                           |                           |
| 1976                                             | Gilles Villeneuve         | Ecurie Canada             | March 76B                 |                           |
| Atlantic Championship                            |                           |                           |                           |                           |
| 1977                                             | Gilles Villeneuve         | Ecurie Canada             | March 77B                 |                           |
| 1978                                             | Howdy Holmes              | Shierson Racing           | March 78B                 |                           |
| 1979                                             | Tom Gloy                  |                           | Ralt RT-1                 |                           |
| 1980                                             | Jacques Villeneuve senior |                           | March 80A                 |                           |
| 1981                                             | Jacques Villeneuve senior |                           | March 81A                 |                           |
| 1982                                             | Dave McMillan             |                           | Ralt RT-4                 |                           |
| FIA Atlantic Championship                        |                           |                           |                           |                           |
| 1983                                             | Michael Andretti          | Conte Racing              | Ralt RT-4                 |                           |
| West Coast Atlantic Racing                       |                           |                           |                           |                           |
| 1984                                             | Dan Marvin                |                           | Ralt RT-4                 |                           |
| 1985                                             | Michael Angus             |                           | Ralt RT-4                 |                           |
| 1986                                             | Scott Goodyear            |                           | Ralt RT-4                 |                           |
| 1987                                             | Calvin Fish               |                           | Ralt RT-4                 |                           |
| 1988                                             | Steve Shelton             |                           | Swift DB-4                |                           |
| Toyota Atlantic Championship (Atlantic Division) |                           |                           |                           |                           |
| 1989                                             | Jocko Cunningham          |                           | Swift DB-4                |                           |
| 1990                                             | Brian Till                |                           | Swift DB-4                |                           |
| East Coast Atlantic Racing                       |                           |                           |                           |                           |
| 1985                                             | Jeff Wood                 |                           | Ralt RT-4                 |                           |
| 1986                                             | Ted Prappas               |                           | Ralt RT-4                 |                           |
| 1987                                             | Johnny O’Connell          |                           | Ralt RT-4                 |                           |
| 1988                                             | Dean Hall                 |                           | Swift DB-4                |                           |
| Toyota Atlantic Championship (Pacific Division)  |                           |                           |                           |                           |
| 1989                                             | Hiro Matsushita           |                           | Swift DB-4                |                           |
| 1990                                             | Mark Dismore              |                           | Swift DB-4                |                           |
| Toyota Atlantic Championship                     |                           |                           |                           |                           |
| 1991                                             | Jovy Marcelo              |                           | Swift DB-4                |                           |
| 1992                                             | Chris Smith               |                           | Swift DB-4                |                           |
| 1993                                             | David Empringham          |                           | Ralt RT-40                |                           |
| 1994                                             | David Empringham          |                           | Ralt RT-40                |                           |
| 1995                                             | Richie Hearn              |                           | Ralt RT-40                |                           |
| 1996                                             | Patrick Carpentier        | Lynx Racing               | Ralt RT-40                |                           |
| 1997                                             | Alex Barron               | Lynx Racing               | Ralt RT-40                |                           |
| 1998                                             | Lee Bentham               | Forsythe Racing           | Swift 016.a               |                           |
| 1999                                             | Anthony Lazzaro           | PPI Motorsports           | Swift 016.a               |                           |
| 2000                                             | Buddy Rice                | PPI Motorsports           | Swift 016.a               |                           |
| 2001                                             | Hoover Orsi               | P-1 Racing                | Swift 016.a               |                           |
| 2002                                             | Jon Fogarty               | Dorricott Racing          | Swift 016.a               |                           |
| 2003                                             | A. J. Allmendinger        | RuSPORT                   | Swift 016.a               |                           |
| 2004                                             | Jon Fogarty               | Sierra Sierra Racing      | Swift 016.a               |                           |
| 2005                                             | Charles Zwolsman junior   | Polestar Racing Group     | Swift 016.a               |                           |
| Champ Car Atlantic Championship                  |                           |                           |                           |                           |
| 2006                                             | Simon Pagenaud            | Forsythe Racing           | Swift 016.a               |                           |
| 2007                                             | Raphael Matos             | Sierra Sierra Enterprises | Swift 016.a               |                           |
| Atlantic Championship                            |                           |                           |                           |                           |
| 2008                                             | Markus Niemelä            | Newman Wachs Racing       | Swift 016.a               |                           |
| 2009                                             | John Edwards              | Newman Wachs Racing       | Swift 016.a               |                           |

Im Jahr 2010 wurden erstmals keine Rennen ausgetragen, da das Teilnehmerfeld zu klein gewesen wäre. Auch 2011 fanden keine Rennveranstaltungen statt.
Zum Jahresende 2011 gab Formula Race Promotions, der Veranstalter der F2000 und der F1600 Formula F Championship Series („US-amerikanische Formel Ford“), bekannt, dass mit der Atlantic Championship Series eine Neuauflage des Championats für SCCA-legale Formel-Atlantic-Fahrzeuge geschaffen werde, welche zunächst drei Wochenenden à zwei Rennen im Rahmen der anderen beiden Meisterschaften austragen würde, von denen dann die besten fünf jedes Fahrers zum finalen Meisterschaftsstand gezählt würden. Als Reifenlieferant wurde Hoosier Racing Tire Corp präsentiert.
| Jahr                         | Meister                      | Team                                | Chassis                      |                              |
| Atlantic Championship Series | Atlantic Championship Series | Atlantic Championship Series        | Atlantic Championship Series | Atlantic Championship Series |
| ---------------------------- | ---------------------------- | ----------------------------------- | ---------------------------- | ---------------------------- |
| 2012                         | David Grant                  | United States Polestar Racing Group | Swift 014                    |                              |
| 2014                         | Daniel Burkett               | K-Hill Motorsports                  | Swift 016.a                  |                              |